# Университет Уэйна
Университет Уэйна (англ. Wayne State University) — государственный университет штата Мичиган, расположенный в городе Детройт, США. Основан в 1868 году.
Университет является третьим по величине университетом штата Мичиган и одним из тридцати крупнейших вузов США. Главный кампус университета расположен в Детройте и занимает площадь 822 000 м², на которых расположено более ста учебных и исследовательских зданий. Университет является одним из главных двигателей образовательного, культурного и экономического развития Детройта. Главный кампус Университета ежегодно выступает местом проведения таких культурных мероприятий, как Детройтский Фестиваль Искусств и Детройтско-Виндзорский Международный Кинофестиваль.

## История университета
Современный Университет Уэйна образовался в результате слияния нескольких колледжей и школ. Детройтский Медицинский Колледж (Detroit Medical College), который был основан в 1869 году, стал основой медицинской школы университета, а Детройтская Школа Подготовки Учителей (Detroit Normal Training School), которая была основана в 1881 году, стала основой школы образования. В 1896 году Центральная Школа (Central High School) Детройта построила Олд Мейн (Old Main), где стали предлагаться университетские курсы. Эти курсы впоследствии развились в Detroit Junior College и College of the City of Detroit, которые стали основой современного Колледжа Либеральных Искусств и Наук. Первым деканом колледжа стал Дэвид Л. Маккензи. В 1933 году Совет Образования Детройта объединил все эти школы и колледжи (а также колледжи инженерных наук, фармацевтики и аспирантуру) в один университет, который был назван Университетом Уэйна.
Университет быстро развивался, открыв Школу социальной работы в 1935, Юридическую Школу в 1927, а также Школу Бизнеса в 1946. В 1956 году университет был переименован в Государственный Университет Уэйна.

## Структура университета
Университет Уэйна предлагает более 400 академических программ и делится на 13 школ и колледжей.

## Известные выпускники
- Джозеф Вейценбаум, американский учёный, специалист в области искусственного интеллекта
- Ден Гилберт, американский бизнесмен, владелец Кливленд Кавальерс
- Артур Данто, американский арт-критик, философ
- Томас Лиготти, американский писатель в жанрах литературы мистического ужаса и хоррора
- Дуглас Макгрегор, американский социальный психолог
- Василий Студитский, российский учёный в области молекулярной биологии
- Хелен Томас, американский автор и бывший новостной корреспондент, колумнист газет медиаконгломерата «Херст корпорэйшн», член пресс-корпуса Белого дома
- Хейден Уайт, американский историк и литературный критик
- Кристал Рид, американская актриса
- Питер Карманос, американский бизнесмен и филантроп, владелец Каролина Харрикейнз
- Ульяна Супрун, украинский общественный и государственный деятель, и. о. министра здравоохранения Украины
- Томас Шерред — писатель-фантаст.